# Ринолит
Ринолит — камень в полости носа. Слово «ринолит» состоит из корней rhino- и -lith, что буквально означает «камень в носу». Это необычное медицинское явление, его не следует путать с засохшей слизью носа. Ринолит обычно образуется вокруг ядра небольшого экзогенного инородного тела, сгустка крови или секрета в результате медленного отложения карбонатов и фосфатов кальция и магния. Со временем они превращаются в большие массы неправильной формы, заполняющие полость носа. Они могут вызвать сдавленный некроз носовой перегородки или боковой стенки носа. Ринолит может вызывать заложенность носа, носовое кровотечение, головную боль, синусит и эпифору. Ринолит можно диагностировать на основании анамнеза по односторонним зловонным кровавым выделениям из носа или при передней риноскопии. При зондировании зонд может пройтись по всем углам. И на КТ, и на МРТ ринолит будет выглядеть как рентгеноконтрастный материал неправильной формы. Небольшие ринолиты можно удалить с помощью крючка для инородных тел. А большие ринолиты можно удалить либо путём раздавливания щипцами Люка, либо с помощью латеральной ринотомии Мура.

## Признаки и симптомы
Ринолиты представляют собой одностороннюю заложенность носа. Часто наблюдаются неприятные запахи, кровянистые выделения. Носовое кровотечение и боль могут возникать из-за изъязвления окружающей слизистой оболочки.

## Лечение
Ринолиты удаляют под общей или местной анестезией. Большинство из них можно удалить через ноздри спереди. Большие ринолиты нужно перед удалением разламывают на части. Некоторые особенно тяжёлые и нерегулярные случаи могут потребовать боковой ринотомии.

## Видео
- Эндоскопическое удаление ринолита под местной анестезией